# Rada Trzech
Rada Trzech – kolegialny, niekonstytucyjny organ opozycyjny w stosunku do Rządu Rzeczypospolitej Polskiej na uchodźstwie z prerogatywami prezydenta (od 1956) istniejący w latach 1954–1972; opozycyjny wobec nielegalnej zdaniem członków rady prezydentury Augusta Zaleskiego. 
Rada Trzech powstała w Londynie w czerwcu 1954 po odmowie przez Zaleskiego ustąpienia z urzędu Prezydenta RP na uchodźstwie po upływie określonej w art. 20 ust. 1 konstytucji kwietniowej 7-letniej kadencji. Działając w sprzeczności z zapisami konstytucyjnymi ogłosiła się ona za kolegialną głowę państwa polskiego. Z prawnego punktu widzenia rozłam ten oznaczał, że nie ma od tego momentu na emigracji żadnych polskich władz, które funkcjonują zgodnie z przepisami którejkolwiek z przedwojennych polskich konstytucji: marcowej lub kwietniowej. W 1956 Tymczasowa Rada Jedności Narodowej, której w 1952 przekazano część dotychczasowych uprawnień prezydenckich, uchwaliła przekazanie Radzie Trzech prerogatyw prezydenta, a Egzekutywie Zjednoczenia Narodowego prerogatyw rządu. Rada Trzech rozwiązała się w kwietniu 1972 po śmierci Augusta Zaleskiego, uznając za prezydenta wskazanego przez niego na następcę Stanisława Ostrowskiego.
W oświadczeniu z 11 marca 1969 r., opublikowanym w Dzienniku Ustaw Rzeczypospolitej Polskiej, Rząd Rzeczypospolitej Polskiej na uchodźstwie stwierdził, że zgodnie z ustawą 4 lutego 1921 r. Order Odrodzenia Polski nadaje Prezydent RP, zaś powyższe prawo uzurpuje sobie Rada Trzech, przyznając odznaczenie pod nazwą Order Polonia Restituta.

## Skład Rady Trzech[1]
| Lp.          | Lata      | Członek | Członek                | Członek            | Członek                  | Członek | Członek          |
| ------------ | --------- | ------- | ---------------------- | ------------------ | ------------------------ | ------- | ---------------- |
| 1. 2. 3.     | 1954–1955 |         | Tomasz Arciszewski     |                    | Edward Bernard Raczyński |         | Władysław Anders |
| 4. (2.) (3.) | 1956–1966 |         | Tadeusz Bór-Komorowski |                    | Edward Bernard Raczyński |         | Władysław Anders |
| 5. (2.) (3.) | 1966–1968 |         | Roman Odzierzyński     |                    | Edward Bernard Raczyński |         | Władysław Anders |
| 6. (2.) (3.) | 1968–1969 |         | Stanisław Mglej        |                    | Edward Bernard Raczyński |         | Władysław Anders |
| 7. (2.) (3.) | 1969–1970 |         | Alfred Urbański        |                    | Edward Bernard Raczyński |         | Władysław Anders |
| (7.) (2.) 8. | 1970–1972 |         | Alfred Urbański        | Stanisław Kopański | Edward Bernard Raczyński |         |                  |